# عوف بن محلم الخزاعي
أبو المنهال عوف بن مُحَلِّم الخزاعي (~ 136 هـ / 753م - 220 هـ / 835م)، أديب وشاعر وراوية وسياسي من العصر العباسي الأوَّل.

## سيرته
ولِدَ عوف بن مُحلِّم الخزاعي في بلدة رأس العين، في شمال سوريا اليوم، وكانت ولادته قرابة 136هـ، وينتسب إلى قبيلة خزاعة العربيَّة بالولاء. توثَّقت صلاته بطاهر بن حسين الخزاعي، وهو والي خراسان، أثناء تنازع الأمين والمأمون على الخلافة، واستبقاه طاهر لديه في خراسان، وظلَّ عوف في صحبته ثلاثين سنةً حتى وفاته، وعندما تولَّى ابنه عبد الله ولاية خراسان كان مقرَّباً لديه بدوره كأحد مستشاريه. خلال فترة خدمته في ولاية خراسان اكتسب عوف ثروةً كبيرةً، وكان الشعراء يمدحونه في مقابل عطاياه. وعندما أصابه الكبر وتجاوز الثمانين من عمره ولم تعد لديه قدرة على مواصلة عمله استأذن عبد الله بن الطاهر حتى يعود إلى مسقط رأسه، ولكنَّه تُوفِّي في طريقه إلى رأس العين في 220هـ.

## شعره
عوف بن محلم شاعر مُقِل، مائل إلى الوجدانيَّة، وتناول في شعره المديح والغزل والفخر، واشتهر بقصائده عن الخمر.